# Episodi di MacGyver (serie televisiva 2016) (seconda stagione)
La seconda stagione della serie televisiva MacGyver, composta da 23 episodi, è stata trasmessa sul network CBS dal 29 settembre 2017 al 4 maggio 2018.
In Italia la stagione è stata trasmessa in prima visione assoluta su Rai 2 dal 14 giugno al 13 agosto 2018.
| nº | Titolo originale                | Titolo italiano          | Prima TV USA      | Prima TV Italia |
| -- | ------------------------------- | ------------------------ | ----------------- | --------------- |
| 1  | DIY or DIE                      | Salvate il tenente Diaz  | 29 settembre 2017 | 14 giugno 2018  |
| 2  | Muscle Car + Paper Clip         | Artemis                  | 6 ottobre 2017    | 14 giugno 2018  |
| 3  | Roulette Wheel + Wire           | Fate il vostro gioco     | 13 ottobre 2017   | 14 giugno 2018  |
| 4  | X-Ray + Penny                   | Il nemico del mio nemico | 20 ottobre 2017   | 21 giugno 2018  |
| 5  | Skull + Electromagnet           | Il triangolo del diavolo | 27 ottobre 2017   | 21 giugno 2018  |
| 6  | Jet Engine + Pickup Truck       | Esprimi un desiderio     | 3 novembre 2017   | 28 giugno 2018  |
| 7  | Duck Tape + Jack                | Segui il battito         | 10 novembre 2017  | 28 giugno 2018  |
| 8  | Packing Peanuts + Fire          | Impara l'arte            | 17 novembre 2017  | 4 luglio 2018   |
| 9  | CD-ROM + Hoagie Foil            | Ferite del passato       | 1º dicembre 2017  | 4 luglio 2018   |
| 10 | War Room + Ship                 | Trentuno vite            | 8 dicembre 2017   | 4 luglio 2018   |
| 11 | Bullet + Pen                    | Sotto accusa             | 15 dicembre 2017  | 11 luglio 2018  |
| 12 | Mac + Jack                      | Bombe gemelle            | 5 gennaio 2018    | 11 luglio 2018  |
| 13 | CO2 Sensor + Tree Branch        | La guerra dei robot      | 12 gennaio 2018   | 18 luglio 2018  |
| 14 | Mardi Gras Beads + Chair        | Una moglie di troppo     | 19 gennaio 2018   | 18 luglio 2018  |
| 15 | Murdoc + Handcuffs              | Trappola per orsi        | 2 febbraio 2018   | 25 luglio 2018  |
| 16 | Hammock + Balcony               | Luna di miele            | 2 marzo 2018      | 25 luglio 2018  |
| 17 | Bear Trap + Mob Boss            | Pirati nucleari          | 9 marzo 2018      | 1º agosto 2018  |
| 18 | Riley + Airplane                | Tra le nuvole            | 30 marzo 2018     | 1º agosto 2018  |
| 19 | Benjamin Franklin + Grey Duffle | Bugiardi professionisti  | 6 aprile 2018     | 8 agosto 2018   |
| 20 | Skyscraper + Power              | Il tesoro di Jerico      | 13 aprile 2018    | 8 agosto 2018   |
| 21 | Wind + Water                    | Per un amico             | 20 aprile 2018    | 13 agosto 2018  |
| 22 | UFO + Area 51                   | Area 51                  | 27 aprile 2018    | 13 agosto 2018  |
| 23 | MacGyver + MacGyver             | Il supervisore           | 4 maggio 2018     | 13 agosto 2018  |

## Salvate il tenente Diaz
- Titolo originale: DIY or DIE
- Diretto da: Stephen Herek
- Scritto da: Peter M. Lenkov, Craig O’Neill e David Slack

### Trama
Bozer è stato recentemente dimesso dall'ospedale a causa delle ferite della scorsa stagione e Mac e Jack sono recentemente tornati dopo aver cercato di trovare sia Murdoc che il padre di Mac, senza alcun risultato. Mac, però, trova il vecchio orologio di suo padre. L'agente della CIA Samantha Cage richiede l'aiuto della Fondazione Fenice in una missione insolita per recuperare un ufficiale SEAL che è stato rapito negli ultimi due anni. Salvano l'ufficiale ma, a causa delle violazioni della sua politica, Cage viene dimessa disonorevolmente dalla CIA, tuttavia Matty propone a Cage di entrare nella Fenice e lei accetta. Dopo la loro missione, Mac trova una foto di se stesso nell'orologio di suo padre, scattata il giorno in cui suo padre se n'è andato.
- Nota: si tratta del primo episodio di Samantha Cage.

- Guest star: Ricky Russert (ten. Samuel Diaz), Marco Sanchez (sig. Diaz), Daisy Pareja (sig.ra Diaz), Nelson Bonilla (Dominguez), Richard Marrero (Guardia #1), Ari Rufino (Guardia), Mustafa Gatollari (Rasha), Sameer Ali Khan (Nizar), Danny Boushebel (Sayid).

- Ascolti USA: 6 690 000 telespettatori.[3]

## Artemis
- Titolo originale: Muscle Car + Paper Clip
- Diretto da: Ericson Core
- Scritto da: Nancy Kiu

### Trama
Riley esita quando non spara, facendo scappare un ladro con un dispositivo elettromagnetico portatile. Jack se ne prende la colpa, ma si preoccupa quando Riley deve intraprendere un'operazione da sola che coinvolge un gruppo di hacker noto come Bedlam. Mentre Riley cerca di rallentare Bedlam, Mac e Cage lavorano per salvare il Segretario alla Difesa degli Stati Uniti, il cui pacemaker è stato violato.
- Guest star: Ronnie Gene Blevins (Cyclone), Victoria Hall (Akira), Shawn Kathryn Kane (D-Rez), Tyrus (Goliath), Kate Bond (Jill Morgan), Vincent Leong (Ambasciatore), Douglas Olsson (Segretario della Difesa).

- Ascolti USA: 6 380 000 telespettatori.[4]

## Fate il vostro gioco
- Titolo originale: Roulette Wheel + Wire
- Diretto da: Duane Clark
- Scritto da: Justin Lisson

### Trama
Mac, Jack, Riley, Bozer e Samantha si dirigono tutti verso un casinò in Azerbaigian, dove un gruppo terroristico sta usando il suo caveau per nascondere diamanti. La squadra sventa il complotto e isola i terroristi, ma non prima che la bomba nucleare sia disinnescata. Mac ha quindi 15 minuti per aprire il caveau chiuso e sigillare la bomba al suo interno.
- Guest star: Karolina Wydra (Vera Kazakova), Darin Cooper (Capo della Sicurezza), Essam Ferris (Guardia con Vera), Brady Bond (Cassian), Patrick Logan (Guardia della Sicurezza), Sergey Nagorny (Uomo).

- Ascolti USA: 6 740 000 telespettatori.[5]

## Il nemico del mio nemico
- Titolo originale: X-Ray + Penny
- Diretto da: Bethany Rooney
- Scritto da: Craig O’Neill e David Slack

### Trama
Dopo un viaggio in Francia per indagare su una pista sulla ricerca di suo padre, Mac torna a casa e viene presto rapito dagli scagnozzi di Murdoc e tenuto prigioniero da Murdoc. Dopo aver torturato e drogato Mac, Murdoc lascia brevemente la stanza, permettendogli di scappare. Samantha sottopone Mac a un processo di rianimazione della memoria per ottenere dettagli sulla posizione del nascondiglio di Murdoc.
- Guest star: David Dastmalchian (Murdoc), Michael O'Keefe (Harry MacGyver), Grant Springate (MacGyver da bambino), Anthony Starke (Henry), Carl Kennedy (tecnico della Fenice)

- Ascolti USA: 6 770 000 telespettatori.[6]

## Il triangolo del diavolo
- Titolo originale: Skull + Electromagnet
- Diretto da: Elizabeth Allen Rosenbaum
- Scritto da: Lindsey Allen

### Trama
Un gruppo di soldati, compreso il figlio del vicepresidente, fa scendere il proprio jet con a bordo un misterioso prigioniero. Mac deduce correttamente che l'aereo si è schiantato su Goat Island nel Triangolo delle Bermude, lo stesso sito in cui un intero reggimento della Marina è scomparso anni prima. La squadra lavora per localizzare i sopravvissuti mentre ha a che fare con il pericoloso prigioniero fuggito, in seguito identificato come l'ex agente della CIA Harper Hayes.
- Guest star: Jeananne Goossen (Harper Hayes), Isaiah Stratton (Comandante Wheeler), David Carr (Bill Kearns), Shaun Mixon (Pilota), Philip Fornah (CIA Tac Team #1)

- Ascolti USA: 6 450 000 telespettatori.[7]

## Esprimi un desiderio
- Titolo originale: Jet Engine + Pickup Truck
- Diretto da: Stephen Herek
- Scritto da: Andrew Karlsruher

### Trama
In Nigeria, un gruppo di ribelli dà fuoco a un pozzo di un oleodotto, provocando un incendio. Mentre Riley e Bozer proteggono un villaggio vicino dall'incendio, Mac, Jack e Cage lavorano per eludere i ribelli e spegnere l'incendio. Sebbene la missione abbia successo, Riley e Bozer devono affrontare una possibile azione disciplinare per aver disobbedito all'ordine di evacuazione di Matty.
- Guest star: Hakeem Kae-Kazim (Solomon), Zoe Addison Smith (Annabella Pena), Melanie Mendez (Denise), Aina Dumlao (Andie Lee), Kate Bond (Jill Morgan), Jay Amir (ragazzo nigeriano), Tunde Laleye (Rebel), Kendall Joy Hall (Nina)

- Ascolti USA: 7 090 000 telespettatori.[8]

## Segui il battito
- Titolo originale: Duck Tape + Jack
- Diretto da: Gabriel Beristain
- Scritto da: Brian Durkin

### Trama
In Ecuador, il candidato alla presidenza Hector León ha un disperato bisogno di un trapianto di cuore, altrimenti il paese diventerà uno stato di polizia sotto il colonnello e dittatore Zarate. Mentre Riley e Cage lavorano per proteggere León e prepararlo per l'intervento, Mac e Jack lavorano per trasportare il cuore e il chirurgo Alejandra Rosa in modo sicuro all'ospedale ed evitare i soldati di Zarate. Nel frattempo, c'è una rapina nell'appartamento di Jack. Bozer riceve aiuto dall'esperta della Fenice Jill per recuperare gli oggetti di Jack, comprese le piastrine del padre di Jack.
- Guest star: Parker Sack (Tommy), Daniella Alonso (dott. Alejandra Rosa), Joseph Castillo-Midyett (Hector León), Kate Bond (Jill Morgan), Brad Brinkley (agente), Martin Pena (soldato di Zarate), Daisy Galvis (Infermiera), Joseph Melendez (Col. Zarate), Tara Jones (Reporter)

- Ascolti USA: 7 270 000 telespettatori.[9]

## Impara l'arte
- Titolo originale: Packing Peanuts + Fire
- Diretto da: Stacey Black
- Scritto da: Lindsey Allen

### Trama
Quando MacGyver e Jack rubano un dipinto inestimabile, usando una tovaglia e un laccio per scarpe, per catturare un famigerato mercante d'arte, finiscono per essere truffati. Inoltre, il padre di Riley, Elwood, chiede di far parte della sua vita e Matty manda Bozer in un campo di addestramento per spie.
- Guest star: Billy Baldwin (Elwood), Reign Edwards (Leanna Martin), Luna Lauren Velez (Cassandra Glover), Joseph Meissner (Wiessler), Curtis Armstrong (Pedone), Roger Floyd (Enzo Lemaire), Amanda Lavassani (Michelle Baker)

- Ascolti USA: 7 170 000 telespettatori.[10]

## Ferite dal passato
- Titolo originale: CD-ROM + Hoagie Foil
- Diretto da: Bobby Roth
- Scritto da: Marqui Jackson e Nancy Kiu

### Trama
Mac e il team seguono un gruppo di mercenari indonesiani, che stanno trasportando una quantità letale di gas nervino rubato, nella speranza di rintracciarli assieme alla loro pericolosa leader. Inoltre, Jack affronta Elwood su Riley e Bozer viene spinto al limite del crollo psicologico alla scuola di spionaggio.
- Guest star: Billy Baldwin (Elwood), Kate Bond (Jill Morgan), Domenick Lombardozzi (Criminale), Grant Springate (MacGyver da piccolo), Ian Patrick Mendes (Blake), Reign Edwards (Leanna Martin), Luna Lauren Velez (Cassandra Glover).

- Ascolti USA: 6 610 000 telespettatori.[11]

## Trentuno vite
- Titolo originale: War Room + Ship
- Diretto da: Tawnia McKiernan
- Scritto da: Brian Durkin e Andrew Karlsruher

### Trama
Quando 32 studenti universitari sono bloccati su una nave da ricerca nell'Oceano Artico senza calore e piena di incendi, Mac sviluppa una connessione emotiva con Zoè, tramite chat video, mentre spiega come rimanere in vita tentando il tutto per tutto, combattendo anche contro il tempo che si riduce man mano drasticamente, mentre aspettano una nave di soccorso. Inoltre, Jack rapisce Elwood per scoprire quale truffa sta combinando, e i sentimenti di Bozer verso Leanna diventano sempre più forti.
- Guest star: Billy Baldwin (Elwood), Kate Bond (Jill Morgan), Reign Edwards (Leanna Martin), Luna Lauren Velez (Cassandra Glover), Amy Okuda (Zoe), Kyle Kennedy (Ammiraglio della Guardia Costiera), Jeff Sprauve (Studente).

- Ascolti USA: 7 210 000 telespettatori.[12]

## Sotto accusa
- Titolo originale: Bullet + Pen
- Diretto da: Carlos Bernard
- Scritto da: Marqui Jackson

### Trama
La polizia di Los Angeles interrompe le celebrazioni natalizie della squadra per arrestare Mac per terrorismo quando trovano un corpo in un edificio distrutto da una bomba costruita da Mac.
- Guest star: Bruce McGill (Detective Greer), David Dastmalchian (Murdoc), Arjay Smith (Detective Turner), Jordan Preston Carter (Bambino), Michelle Elaine (Madre bambino), David MacDonald (Agente Vincent Whittaker), Jouse Guttierez (Hector Ruiz).

- Note: in questo episodio compare Bruce McGill nei panni del Detective Gree, che interpretava Jack Dalton nella serie originale.

- Ascolti USA: 6 870 000 telespettatori.[13]

## Bombe gemelle
- Titolo originale: Mac + Jack
- Diretto da: Ron Underwood
- Scritto da: Peter Lenkov, Craig O'Neill e David Slack

### Trama
Quando Mac e Jack sono intrappolati nella casa di Mac, a causa di una bomba de Il Fantasma, Mac usa un microfono per karaoke e un trasformatore audio per far sapere alla squadra che questa bomba è una distrazione per una bomba più grande. Inoltre, attraverso i flashback, si svolge il primo incontro tra Mac e Jack in Afghanistan.
- Guest star: Emerson Brooks (Charlie Robinson), Rob Treveiler (FBI Saic Joseph), Todd Anthony Manaigo (Comandante della SWAT Kevin Hong), Jay Devon Johnson (Colonnello Martinez), Anthony Nguyen (Ufficiale degli artificieri), Tenaya Cleveland (Chirurgo traumatologico)

- Ascolti USA: 7 830 000 telespettatori.[14]

## La guerra dei robot
- Titolo originale: CO2 Sensor + Tree Branch
- Diretto da: Brad Turner
- Scritto da: Adam Beechen

### Trama
Mentre Mac partecipa a una sfida per gli agenti del governo per creare macchine da combattimento robotiche, Mac deve aiutare la sua più grande concorrente, Allie Winthrop, sua ex fidanzata, quando il suo veicolo viene hackerato e si dirige al Pentagono. Inoltre, Jack partecipa alla riunione del liceo, sperando in una resa dei conti con il suo vecchio rivale.
- Nota: si tratta dell'ultimo episodio di Samantha Cage.

- Guest star: Ashley Tisdale (Allie), Kate Bond (Jill Morgan), Eddie McClintock (Jimmy), Jane Rumbaua (Tina Pham), Fidelus Singleton (Oscar), Kevin Patrick Murphy (Martin Chapman), Juan Piedrahita (Fattorino), Michael Rubino (Ahmed), Brian Brightman (ufficiale), Thom Scott II (Blake), Dominique Mari (sposa), Phillip Mullings Jr. (sposo)

- Ascolti USA: 8 140 000 telespettatori.[15]

## Una moglie di troppo
- Titolo originale: Mardi Gras Beads + Chair
- Diretto da: Mike Martinez
- Scritto da: Marqui Jackson e Andrew Karlsruher

### Trama
Quando la squadra si reca a New Orleans per rintracciare l'artista della truffa che si finge la moglie del "Duke Jacoby", uno dei vecchi pseudonimi della CIA di Jack, Jack si ritrova in pericolo quando i vecchi nemici di "Duke" riaffiorano in cerca di vendetta.
- Guest star: Amy Smart (Dawn), Garrett Morris (Willy), Jonny Coyne (Raymond), Edwin Walker (Barista), Jeffrey David Anderson (Guilherme Barbosa), Benjamin Wood (Joao Barbosa).

- Ascolti USA: 7 680 000 telespettatori.[16]

## Trappola per orsi
- Titolo originale: Murdoc + Handcuffs
- Diretto da: Stephen Herek
- Scritto da: Marqui Jackson

### Trama
Dopo che Fletcher accetta di consegnare Murdoc a MacGyver in cambio di $ 10 milioni, la squadra si ritrova a proteggere Murdoc dal suo ex mentore, Nicholas Helman, che lo vuole morto. Inoltre, Jack si rende conto che potrebbe ancora provare dei sentimenti per la madre di Riley, Diane.
- Note: in questo episodio compare Michael Des Barres che interpreta il mentore di Murdoc. Nella serie originale interpretava proprio Murdoc.

- Guest star: Michael Des Barres (Nicholas Helman), David Dastmalchian (Murdoc), Michael Michele (Diane Davis), Anthony Starke (Henry Fletcher), Kate Bond (Jill Morgan), Brady Bond (Cassian).

- Ascolti USA: 7 270 000 telespettatori.[17]

## Luna di miele
- Titolo originale: Hammock + Balcony
- Diretto da: Eagle Egilsson
- Scritto da: Justin Lisson

### Trama
MacGyver, Leanna, Riley e Bozer si fingono sposati in luna di miele in un resort francese per ottenere informazioni su un criminale di guerra serbo dal figlio appena sposato. Inoltre, Bozer si chiede se Matty sappia della sua relazione con Leanna mentre Jack recluta Elwood per aiutarlo a entrare in casa di Matty perché sospetta che Matty non dica la verità sul padre di Mac.
- Guest star: Billy Baldwin (Elwood Davis), Reign Edwards (Leanna Martin), Kate Bond (Jill Morgan), Edin Gali (Omar Mitrovic), Charlotte McKinney (Mia MacQueen), Pasha Lychnikoff (Boris Mitrovic).

- Ascolti USA: 6 930 000 telespettatori.[18]

## Pirati nucleari
- Titolo originale: Bear Trap + Mob Boss
- Diretto da: Steve Adelson
- Scritto da: Nancy Kiu

### Trama
Mac, Jack e Riley devono trovare un mafioso diventato informatore della CIA dopo che è stato rapito e portato a Chernobyl da una banda che trafuga scorie nucleari. Essi infatti vogliono venderlo ad un boss della criminalità ucraina che è preoccupato per le informazioni incriminanti contro di lui in suo possesso. Inoltre, Bozer fatica a mantenere un segreto a Matty.
- Guest star: David Piggott (Sergei Neilschuk), David Garelik (Mikhail), Neal Kodinsky (Dmitry Pavlovich), Martin Harris (Virgil Kahn), Gleb Kaminer (Criminale)

- Ascolti USA: 6 610 000 telespettatori.[19]

## Tra le nuvole
- Titolo originale: Riley + Airplane
- Diretto da: Antonio Negret
- Scritto da: Lindsey Allen

### Trama
Quando Matty e il team cercano un ex tecnico del governo che ha rubato informazioni riservate ed è sfuggito alla cattura, si riuniscono con i Colton, la famiglia di cacciatori di taglie, che stanno inseguendo lo stesso uomo per motivi diversi.
- Guest star: Sheryl Lee Ralph (Mama Colton), Lance Gross (Billy Colton), Jermaine Rivers (Frank Colton), Javicia Leslie (Jesse Colton), Lowrey Brown (Emil Beck), Jesse Luken (Owen Palmer), Park Krausen (Acquirente), Wendie Weldon (Cindy), Joel Rush (Darryl), Marianne Fraulo (Ruth), Carl Kennedy (tecnico della Fenice), Jeff Williams (Capitano), Valerie Sue Love (Assistente di volo), Robert Catrini (Lawrence Rowell), Steven Legate (Ufficiale), Ethan McDowell (Guardia n.1)

- Ascolti USA: 6 430 000 telespettatori.[20]

## Bugiardi professionisti
- Titolo originale: Benjamin Franklin + Grey Duffle
- Diretto da: Sharat Raju
- Scritto da: Andrew Karlsruher

### Trama
Mentre Mac e il team indagano sulla morte sospetta del supervisore della CIA di Dawn, le prove portano a un agente della CIA corrotto e ad un massiccio giro di contraffazione di passaporti e banconote provenienti dal Perù.
- Guest star: Amy Smart (Dawn), Greg Alan Williams (Julian Halsey), Kenneth Trujillo (Agente Alvarez), Allie McColloch (Caroline Grant), Ashton Leigh (Assistente), Cory Scott Allen (Leon), Kate Bond (Jill Morgan), Megan McFarland (Sonia), Ricky Catter (poliziotto peruviano)

- Ascolti USA: 6 680 000 telespettatori.[21]

## Il tesoro di Jerico
- Titolo originale: Skyscraper + Power
- Diretto da: Peter Weller
- Scritto da: Brian Durkin e Joshua Brown.

### Trama
Mac e Jack devono salvare il figlio di un miliardario dopo che è stato rapito da un ex membro delle forze speciali della Marina spagnola e dal suo gruppo di mercenari, i quali usano un'arma ad impulsi elettromagnetici trafugata per tagliare le linee elettriche e di comunicazione al grattacielo di Shanghai dove vive il bambino.
- Guest star: Edward Asner (Saul), Piper Laurie (Edith), Elisha Henig (Ethan Jericho), Raphael Sbarge (Ralph Jericho), Kurt Yue (pilota), Dango Nu Yen (pilota), Felix Alonzo (Perez).

- Ascolti USA: 6 380 000 telespettatori.[22]

## Per un amico
- Titolo originale: Wind + Water
- Diretto da: Mike Martinez
- Scritto da: Lee David Zlotoff

### Trama
MacGyver, Jack, Riley e Bozer sono in vacanza a Porto Rico per aiutare Carlos, un vecchio amico di Mac dall'addestramento di base, a ricostruire la casa della sua famiglia danneggiata dall'uragano Maria. Mentre si preparano a ripartire, la squadra scopre che un gruppo sta pianificando di rubare 2 milioni di dollari in aiuti umanitari dalla banca che Carlos gestisce ma arrivano troppo tardi, poiché Carlos è ferito e molti altri vengono presi in ostaggio dai rapinatori armati. Nel frattempo Matty ha bisogno di loro a Los Angeles per affrontare una questione terroristica urgente in Pakistan e Mac viene intenzionalmente preso in ostaggio in modo da poter affrontare la questione dall'interno.
- Guest star: Kamar De Los Reyes (Capitano Delarosa), Diogo Morgado (Carlos), Ana Ayora (Kamila), Ava Davila (Adriana), Rose Bianco (Valeria), Erica Page (Lucy), Vas Sanchez (Jorge Villareal), Jorge Ferragut (poliziotto), Denise Santos (ufficiale), Van Dron (criminale)

- Ascolti USA: 6 270 000 telespettatori.[23]

## Area 51
- Titolo originale: UFO + Area 51
- Diretto da: Ericson Core
- Scritto da: Lindsey Allen e Nancy Kiu

### Trama
Mac e Riley vengono attaccati ed inseguiti da un gruppo di mercenari armati dopo che il governo li chiama per esaminare in un laboratorio sotterraneo un misterioso oggetto che è precipitato nel deserto del Nevada. Inoltre, Riley scopre nuove informazioni sul padre di Mac utilizzando le credenziali di Matty, ma si chiede se consegnargliele dopo che Mac ha detto che ha bisogno di andare avanti.
- Guest star: Arye Gross (dott. Isaac Herman), Greg Perrow (Travis Long), Michael Bisping (Facchino), Erik Bello (Cobb), Alex Solowitz (Brazel), Christopher Frontiero (Marcel), Lloyd Pitts (Guardia al cancello).

- Ascolti USA: 6 260 000 telespettatori.[24]

## Il supervisore
- Titolo originale: MacGyver + MacGyver
- Diretto da: Stephen Herek
- Scritto da: Craig O'Neill e David Slack

### Trama
Mac affronta Matty dicendole che non può lavorare per qualcuno di cui non si fida ma Matty gli dice che non ha l'autorità per approvare i licenziamenti, ma solo il Supervisore. Mac poi trova in una villa il Supervisore, che risulta essere suo padre, James. James vuole spiegare a Mac perché non ha potuto vederlo per tutti questi anni, ma prima Jack si unisce a loro dopo essere stato incaricato di trovare Mac. Nel frattempo, a Los Angeles, Bozer scopre che Leanna verrà a lavorare per la Fenice. James ha bisogno dell'aiuto di Mac e Jack per interrompere le attività del cartello in Messico del suo ex partner Jonah Walsh, che sta cercando di ricreare una droga che trasformi gli umani in soldati definitivi. Mentre James, Mac e Jack riescono a distruggere il laboratorio e tornare a casa, Walsh riesce a scappare. Mac alla fine fa pace con Matty, ma poi dice a suo padre che non può più lavorare con lui perché non si fida di lui e pertanto lascia la Fenice.
- Nota: si tratta del primo episodio di James MacGyver.

- Guest star: Tate Donovan (James MacGyver/Supervisore), Billy Baldwin (Elwood Davis), Lance Gross (Billy Colton), Reign Edwards (Leanna Martin), Brad William Henke (Jonah Walsh), Marco Rodriguez (Luis Gomez), Cristian Gonzales (Guardia del cartello n.1), Javier Vazquez, Jr. (Guardia del cartello n.3), Stephan Jones (Assassino).

- Ascolti USA: 6 100 000 telespettatori.[25]